# Ovesca
Die Ovesca ist ein 26,5 Kilometer langer rechter Nebenfluss des Toce in der Provinz Verbano-Cusio-Ossola in der norditalienischen Region Piemont. Sie entwässert das Valle Antrona, ein Seitental des Eschentals (italienisch: Val d'Ossola).

## Verlauf
Die Ovesca entspringt dem Lago di Antrona auf dem Gemeindegebiet von Antrona Schieranco nahe der Grenze zur Schweiz. Der Fluss fließt zuerst in südliche Richtung um nur wenig später bei Schieranco ihren Kurs zu ändern und nun Richtung Osten zu fließen. Hier nimmt sie auch den am Pizzo d'Antigine entspringenden Loranco auf. Sie durchfließt die Gemeinden Viganella, Seppiana, Montescheno und mündet in Villadossola in den Toce.

## Wichtigste Nebenflüsse
- Loranco
- Brevettola